# 藤卷柏
藤卷柏（学名：[Selaginella willdenowii] 错误：{{Lang}}：文本有斜体标记（帮助））为卷柏科卷柏属下的一个种。

## 扩展阅读
- 維基物種上的相關：藤卷柏